# Ebonyi
Cet article concerne la zone de gouvernement local. Pour l’État, voir État d'Ebonyi.
Ebonyi est une zone de gouvernement local de l'État d'Ebonyi au Nigeria,.

## Source
- (en) Cet article est partiellement ou en totalité issu de l’article de Wikipédia en anglais intitulé « Ebonyi, Ebonyi State » (voir la liste des auteurs).